# مارك رايلي
مارك رايلي (بالإنجليزية: Mark Riley)‏ هو صحفي أمريكي، ولد في 22 سبتمبر 1951.